# M. V. Lobethal
Marcus V. Lobethal (z Vratislavi) byl český fotograf, který žil v polovině 19. století. Byl pravděpodobně prvním fotografem v českých zemích, který inzeroval nabídku fotografií na papíru a dochoval se jeho autoportrét. Je také autorem nejstaršího známého snímku fotoateliéru na českém území.

## Životopis
Poprvé působil v Teplicích po dobu lázeňské sezóny. Měl svůj ateliér v Praze v domě U zlatého anděla v Celetné ulici kde zhotovoval obyčejné i kolorované daguerrotypie kamerou Voigtländer a také fotografie na papíře. Vyráběl také fotografické miniatury do šperků, kopíroval malby a kresby a podle fotografií zhotovoval litografie. Roku 1847 při kladení základního kamene mostu v Podolsku vložil vedle daguerrotypické reprodukce mědirytiny arcivévody Štěpána do pamětní schránky i svůj autoportrét zabalený do letáčku s vyobrazením daguerrotypického ateliéru. Ten byl objeven roku 1960 jako nejstarší dochovaný autoportrét fotografa na našem území.
Talbotovy kalotypie nazýval Lobethal jako „světelné obrazy na papíře“.